# Dévaluation interne
Une dévaluation interne est, en économie, un ensemble de mesures gouvernementales devant mener à une baisse des revenus du travail et des prix au sein d'un pays afin de gagner en compétitivité face aux autres pays de la même zone monétaire.
La dévaluation interne est pratiquée par les pays ne disposant plus de la maîtrise de la valeur de leur monnaie comme les pays de la zone Euro. Cette technique économique est utilisée en lieu et place de la dévaluation monétaire.  
Une des conditions du succès d'une dévaluation interne est que les autres pays de la zone ne mènent pas la même politique économique sur la même période.

## Concept
La dévaluation interne est un ensemble de mesures qui visent à modifier les prix relatifs afin d’améliorer la compétitivité d’un pays ou d’un secteur dans le cadre d’un régime de change fixe (exemple : zone euro). On en attend une baisse concomitante des revenus et des prix dans le pays concerné.

## Problématique
La création d'une union monétaire devait conduire à une convergence des économies de la zone Euro pourtant depuis la création de la monnaie unique, les divergences économiques, tant en termes de PIB/habitant, que de tissu productif, de coût unitaire du travail ou encore de taux d'intérêt et de taux de change réels, se sont créés entre les pays de la zone. Les pays de la zone ont connu d'importants écarts de compétitivité, qui ont entraîné une divergence des balances courantes .
Pour les pays dont les économies se font distancer par les économies dominantes en zone euro, la thèse officielle, des autorités européennes (Commission européenne), du FMI, de l'OCDE, est la suivante : les pays de la zone euro qui ont un problème de déficit extérieur, de désindustrialisation, puisqu’ils ne peuvent pas dévaluer, doivent améliorer leur compétitivité par une « dévaluation interne », c’est-à-dire par la baisse de leurs coûts salariaux unitaires et normalement de leurs prix.
D'après Gérard Lafay, professeur émérite à l’Université Panthéon-Assas, la problématique d'une dévaluation interne dans le cadre d’un régime de change fixe, où une dévaluation classique ne peut s'effectuer, se pose lorsqu’une économie, subissant un niveau trop élevé de ses prix relatifs vis-à-vis de ses concurrents, voit sa balance commerciale se dégrader, cependant que les investissements productifs des entreprises sont ralentis, celles-ci ayant tendance à délocaliser à l‘étranger une partie excessive de leur production.
La principale question, due à l’existence même de la zone euro, est celle de la dette extérieure nette de chacune des nations.
En 2012, la dette extérieure nette par rapport au PIB de chacune des nations monte par exemple à 140,7 % pour la Grèce, 33,8 % pour la France, 15,5 % pour la Finlande et 3,9 % pour l’Autriche. Les pays créanciers sont ceux dont le solde net de dette extérieure est négatif, -31,4 % pour les Pays-Bas, -37,4 % pour l'Union économique belgo-luxembourgeoise et surtout -46,0 % pour l’Allemagne. Gérard Lafay se distancie d'une politique de dévaluation interne qui ne peut compenser les problèmes structurels de la zone euro.
En 2022, la pandémie du Covid-19 a aggravé le poids des dettes publiques de tous les états du fait des mesures nécessaires pour faire face à cette crise systémique potentielle.

## Politiques
Par exemple, pour mener à bien une dévaluation interne, un État peut diminuer la fiscalité sur le travail, augmenter celle sur la consommation ou diminuer les salaires de l’administration publique et le salaire minimum légal afin de créer une pression à la baisse sur l'ensemble des salaires et, ce faisant, réduire les coûts de production.
Assouplir les règles du marché du travail en favorisant les contrats précaires de type « mini-job », diminuer la durée d’indemnisation pleine du chômage, pèsent aussi sur les salaires en fragilisant les salariés. 
Les mesures de dévaluation interne peuvent porter l'effort sur la modification du modèle social et des salaires du pays à la baisse: gel des salaires, augmentation des cotisations sociale des salariés par le transfert vers les employés d'une partie des cotisations des employeurs pour le financement des retraites et de l'assurance-chômage, augmentation du temps de travail hebdomadaire ou tout au long de la vie(report de l'âge de la retraite),, baisse des niveaux des retraites, augmentation des impôts des salariés et des retraités.

## Expériences dans quelques pays
L’Allemagne a appliqué avec succès cette stratégie de dévaluation interne durant la première moitié des années 2000. Le gouvernement de Gerhard Schröder a voulu corriger la dégradation observée dans les années 1990, consécutive à l’effort de réunification, et il lança un Agenda 2010. L'Allemagne a, en quelque sorte, réalisé une dévaluation interne face au reste de l’Europe. La modération salariale allemande expliquerait jusqu'à 50% de l'écart de performance à l'exportation entre la France et l'Allemagne.
De 2009 à 2013, suite de la crise de l'euro de 2009, le Portugal et l'Espagne ont opté pour une thérapie de choc : redressement par une politique de l'offre visant une dévaluation interne pour améliorer la compétitivité coût et la profitabilité des entreprises. Le but poursuivi est de reconquérir le terrain perdu à l'international.
La Grèce l'a appliqué sous contrainte de l'Eurogroupe lors des plans liés à la gestion de la dette de l'État grec. Cette politique poussée aussi par l'Union européenne et le FMI a mené à une crise économique et sociale qui perdure encore en 2020. À la suite de l'opération de dévaluation interne depuis 2010 jusqu'en 2018, le pays a perdu un quart de son PIB. Des dizaines de milliers d'entreprises ont mis la clef sous la porte et le pays s'est vidé de ses forces vives, 300 000 jeunes émigrant pour construire leur vie ailleurs, y compris les médecins. Les conséquences observées de cette politique sont les suivantes :
- augmentation du chômage[8] ;
- baisse des retraites[8] ;
- prolongation de la vie active[8] ;
- augmentation des impôts pour les salariés et les retraités[8],[9] ;
- augmentation de la TVA (24 % pour le taux principal)[9] ;
- augmentation des taxes sur l'immobilier[9] ;
- dégradation des services publics[9] ;
- privatisation des biens de l'État (aéroport, ports, distribution de pétrole...) ;
- perte d'un tiers des revenus disponibles pour les ménages[9].

En 2016, confrontée à un grave problème de compétitivité vis-à-vis de ses principaux partenaires commerciaux, la Finlande pratique une dévaluation interne faisant porter le poids de l'ajustement sur son modèle social et sur les salaires. Ce plan vise à abaisser de 3,5 % le coût du travail sous trois ans. Une condition de son possible succès est que les politiques d'austérité en zone euro soient moins activées dans les autres pays sur la même période.

## Conséquences économiques et  sociales
Les conséquences économiques et sociales ont remis en question les mécanismes d'ajustement disponibles au sein de l'Union économique et monétaire et la durabilité de cette dernière
Le coût européen pour les pays engagés dans la dévaluation interne est constitué par la perte de confiance dans la construction européenne qui, pour les personnes touchées par les mesures, met en jeu leur bien être. Cette politique fragilise la cohésion economique et sociale des territoires.
Selon l'Institut syndical européen (ETUI), les taux de chômage dans l'UE ont augmenté après la crise économique de 2008, dépassant 10 % en 2012, mais avec de grandes variations entre les pays. Les pays les plus touchés ont été soumis à des politiques de dévaluation interne dont l'objectif annoncé était de réduire le chômage en baissant les coûts salariaux.
Si les pays européens pratiquent une dévaluation interne de même type durant la même période aucun n'améliore sa position vis-à-vis des autres alors que la majorité des échanges commerciaux se pratiquent entre eux dans le marché unique. Dû en premier lieu à la rigidité des prix, on obtient un appauvrissement général et une perte de compétitivité externe sur les autres facteurs, constituant des avantages comparatifs non monétaires (recherche, hautes technologies, services publics de haut niveau, éducation générale, santé publique, infrastructures) dus à la baisse de la base taxable utilisée par le budget de l'État.
De plus, la politique de dévaluation interne porte sur les mesures amenant à une baisse des coûts de production, le gain de compétitivité  sur les prix n'est pas assuré, les entreprises pouvant choisir d'augmenter leurs marges et leurs profits.
La réussite des dévaluations internes est jugée au niveau macro-économique par l'amélioration ou non des déficits extérieurs du pays et ne prend pas en compte les répercussions sociales sur le pays. Une hausse du chômage peut être constaté,.
Vu le coût social et économique des dévaluations internes, par rapport aux résultats sur la compétitivité et la persistance des déséquilibres structurels, le débat initié par John Maynard Keynes au moment de la création du FMI reste d'actualité, à savoir que la charge de l’ajustement des déséquilibres pourrait porter à la fois sur les pays excédentaire, et sur ceux en déficit.